# Prozaedyus
Il prozaedio (gen. Prozaedyus) è un mammifero xenartro estinto, appartenente ai cingolati. Visse tra il Miocene inferiore e il Miocene medio (circa 28 - 15 milioni di anni fa) e i suoi resti fossili sono stati ritrovati in Sudamerica.

## Descrizione
Questo animale era di piccole dimensioni, e doveva avere una taglia e un aspetto simili a quelli dell'attuale pichi o armadillo nano (Zaedyus pichiy): la lunghezza non doveva superare di molto la quarantina di centimetri. Si differenziava dal pichi per la presenza di uno scudo scapolare sviluppato, per l'ingrandimento della bolla timpanica e per l'ossificazione del condotto uditivo esterno. Come molti armadilli odierni, Prozaedyus era caratterizzato da una corazza formata da osteodermi stretti e dritti, con forami piliferi piuttosto piccoli. I forami erano spesso presenti lungo i lati degli osteodermi, oltre che lungo la parte posteriore. Prozaedyus era sprovvisto di denti nella premascella, mentre la mascella era dotata di 7-8 denti e la mandibola ne aveva 10.

## Classificazione
I primi fossili di questo animale vennero scoperti in terreni del Miocene inferiore in Argentina e vennero descritti da Florentino Ameghino nel 1887 con il nome di Dasypus exilis. Lo stesso Ameghino, nel 1891, istituì per questi fossili il genere Prozaedyus, riscontrando notevoli affinità con il genere attuale Zaedyus. Oltre alla specie tipo P. exilis, a questo genere sono state attribuite altre specie dallo stesso Ameghino, tutte dell'Argentina: P. impressum (di dimensioni generalmente maggiori), P. humilis, P. planus e P. tenuissimus. Tutte queste specie sono distinte principalmente per dettagli degli osteodermi. Fossili attribuiti a Prozaedyus sono stati ritrovati anche in Bolivia e in Cile.
Prozaedyus è uno dei più antichi rappresentanti della famiglia dei clamiforidi, comprendente la maggior parte degli armadilli attuali. Ameghino vide questo genere come un possibile antenato dell'odierno Zaedyus.